# Valentin Gendrey
Valentin Gendrey (La Garenne-Colombes, 21 giugno 2000) è un calciatore francese, difensore dell'Hoffenheim.

## Caratteristiche tecniche
Terzino destro bravo in fase difensiva e dotato tecnicamente, è abile nel gioco aereo e nei contrasti.

## Carriera

### Club
Il 2 luglio 2019 firma il primo contratto professionistico con l'Amiens, valido fino al 2022. Debutta in prima squadra il 22 agosto 2020, nella partita di Ligue 2 vinta per 1-0 contro il Nancy.
Il 29 luglio 2021 viene acquistato dal Lecce, con cui firma un triennale. Il 15 agosto seguente esordisce con i salentini, nella partita di Coppa Italia vinta per 1-3 sul campo del Parma. Al termine della prima stagione con i giallorossi ottiene la promozione in Serie A, vincendo il campionato di Serie B, ed esordisce in Serie A il 13 agosto 2022, nella sconfitta casalinga per 1-2 contro l'Inter. Segna il suo primo gol in Serie A e in carriera il 6 gennaio 2024, nel pareggio casalingo per 1-1 contro il Cagliari, mentre il 1º aprile 2024, nella gara casalinga pareggiata per 0-0 contro la Roma, mette a referto la sua centesima presenza con il Lecce. Inizia la stagione 2024-2025 nelle file del club salentino, totalizzando 3 presenze nel mese di agosto.
Il 27 agosto 2024 viene ceduto all'Hoffenheim per circa 8 milioni di euro. Esordisce con la squadra il 14 settembre 2024, nella partita di in Bundesliga persa (1-4) in casa contro il Bayer Leverkusen, mentre il 25 settembre debutta in Europa League, nel pareggio (1-1) in casa del Midtjylland. Segna il suo primo gol con l'Hoffenheim il 6 ottobre seguente, nel pareggio esterno in campionato contro lo Stoccarda (1-1). Il 7 novembre segna anche il suo primo gol nelle coppe europee, nel pareggio casalingo contro il Lione (2-2) in Europa League. 

### Nazionale
Il 25 marzo 2023 esordisce con la nazionale Under-21 francese nella sfida amichevole persa per 4-0 contro l'Inghilterra. Convocato per il campionato d'Europa Under-21 del 2023, subentra nel secondo tempo del quarto di finale perso per 1-3 contro l'Ucraina.

## Statistiche

### Presenze e reti nei club
Statistiche aggiornate all'11 gennaio 2025.
| Stagione        | Squadra         | Campionato      | Campionato | Campionato | Coppe nazionali | Coppe nazionali | Coppe nazionali | Coppe continentali | Coppe continentali | Coppe continentali | Altre coppe | Altre coppe | Altre coppe | Totale | Totale |
| Stagione        | Squadra         | Comp            | Pres       | Reti       | Comp            | Pres            | Reti            | Comp               | Pres               | Reti               | Comp        | Pres        | Reti        | Pres   | Reti   |
| --------------- | --------------- | --------------- | ---------- | ---------- | --------------- | --------------- | --------------- | ------------------ | ------------------ | ------------------ | ----------- | ----------- | ----------- | ------ | ------ |
| 2020-2021       | Amiens          | L2              | 20         | 0          | CF              | 1               | 0               | -                  | -                  | -                  | -           | -           | -           | 21     | 0      |
| ago. 2021       | Amiens          | L2              | 1          | 0          | CF              | 0               | 0               | -                  | -                  | -                  | -           | -           | -           | 1      | 0      |
| Totale Amiens   | Totale Amiens   | Totale Amiens   | 21         | 0          |                 | 1               | 0               |                    | -                  | -                  |             | -           | -           | 22     | 0      |
| 2021-2022       | Lecce           | B               | 29         | 0          | CI              | 3               | 0               | -                  | -                  | -                  | -           | -           | -           | 32     | 0      |
| 2022-2023       | Lecce           | A               | 37         | 0          | CI              | 1               | 0               | -                  | -                  | -                  | -           | -           | -           | 38     | 0      |
| 2023-2024       | Lecce           | A               | 37         | 2          | CI              | 1               | 0               | -                  | -                  | -                  | -           | -           | -           | 38     | 2      |
| ago. 2024       | Lecce           | A               | 2          | 0          | CI              | 1               | 0               | -                  | -                  | -                  | -           | -           | -           | 3      | 0      |
| Totale Lecce    | Totale Lecce    | Totale Lecce    | 105        | 2          |                 | 6               | 0               |                    | -                  | -                  |             | -           | -           | 111    | 2      |
| ago. 2024-2025  | Hoffenheim      | BL              | 16         | 1          | CG              | 1               | 0               | UEL                | 5                  | 1                  | -           | -           | -           | 22     | 2      |
| Totale carriera | Totale carriera | Totale carriera | 142        | 3          |                 | 8               | 0               |                    | 5                  | 1                  |             | -           | -           | 155    | 4      |

### Cronologia presenze e reti in nazionale
| Cronologia completa delle presenze e delle reti in nazionale ― Francia under 21 | Cronologia completa delle presenze e delle reti in nazionale ― Francia under 21 | Cronologia completa delle presenze e delle reti in nazionale ― Francia under 21 | Cronologia completa delle presenze e delle reti in nazionale ― Francia under 21 | Cronologia completa delle presenze e delle reti in nazionale ― Francia under 21 | Cronologia completa delle presenze e delle reti in nazionale ― Francia under 21 | Cronologia completa delle presenze e delle reti in nazionale ― Francia under 21 | Cronologia completa delle presenze e delle reti in nazionale ― Francia under 21 |
| Data                                                                            | Città                                                                           | In casa                                                                         | Risultato                                                                       | Ospiti                                                                          | Competizione                                                                    | Reti                                                                            | Note                                                                            |
| ------------------------------------------------------------------------------- | ------------------------------------------------------------------------------- | ------------------------------------------------------------------------------- | ------------------------------------------------------------------------------- | ------------------------------------------------------------------------------- | ------------------------------------------------------------------------------- | ------------------------------------------------------------------------------- | ------------------------------------------------------------------------------- |
| 25-3-2023                                                                       | Leicester                                                                       | Inghilterra under 21                                                            | 4 – 0                                                                           | Francia under 21                                                                | Amichevole                                                                      | -                                                                               |                                                                                 |
| 28-3-2023                                                                       | Vannes                                                                          | Francia under 21                                                                | 0 – 0                                                                           | Spagna under 21                                                                 | Amichevole                                                                      | -                                                                               | 64’                                                                             |
| 2-7-2023                                                                        | Cluj-Napoca                                                                     | Francia under 21                                                                | 1 – 3                                                                           | Ucraina under 21                                                                | Europeo Under-21 2023 - Quarti di finale                                        | -                                                                               | 72’                                                                             |
| Totale                                                                          |                                                                                 | Presenze                                                                        | 3                                                                               |                                                                                 | Reti                                                                            | 0                                                                               |                                                                                 |

## Palmarès

### Club

#### Competizioni nazionali
- Campionato italiano di Serie B: 1

Lecce: 2021-2022